# 祥云站
祥云站位于中华人民共和国云南省大理白族自治州祥云县祥城镇祥瑞路，是昆楚大铁路上的一个车站。2013年12月10日开工建设，建设阶段名称为祥云南站，2018年7月1日投入运营，隶属于中国铁路昆明局集团广通车务段管辖，车站等级为四等站。

## 历史
祥云站建设阶段名称为“祥云南站”，2013年12月10日开工建设。2017年11月2日，站前广场及绿化工程项目开工。2018年7月1日，随着昆楚大铁路的开通而投入使用。该站开通后客流量较大，祥云县政府计划进行站房改扩建工程，截至2023年11月已完成工程可行性研究报告编制。

## 车站结构
祥云站为线侧下车站，总建筑面积2488平方米，候车厅面积606平方米，设192个固定座椅及32个按摩椅，最高聚集800人。站前广场总设计面积27166平方米，规划社会车位129个、出租车位40个及大巴车位8个。站前广场中心矗立着高16米的雕塑“彩云追梦”，由雕塑家刘忠设计，约于2020年底建成。祥云站站场设2个站台、5条股道，两个站台通过一座8米宽的跨线地道连接。

## 图集

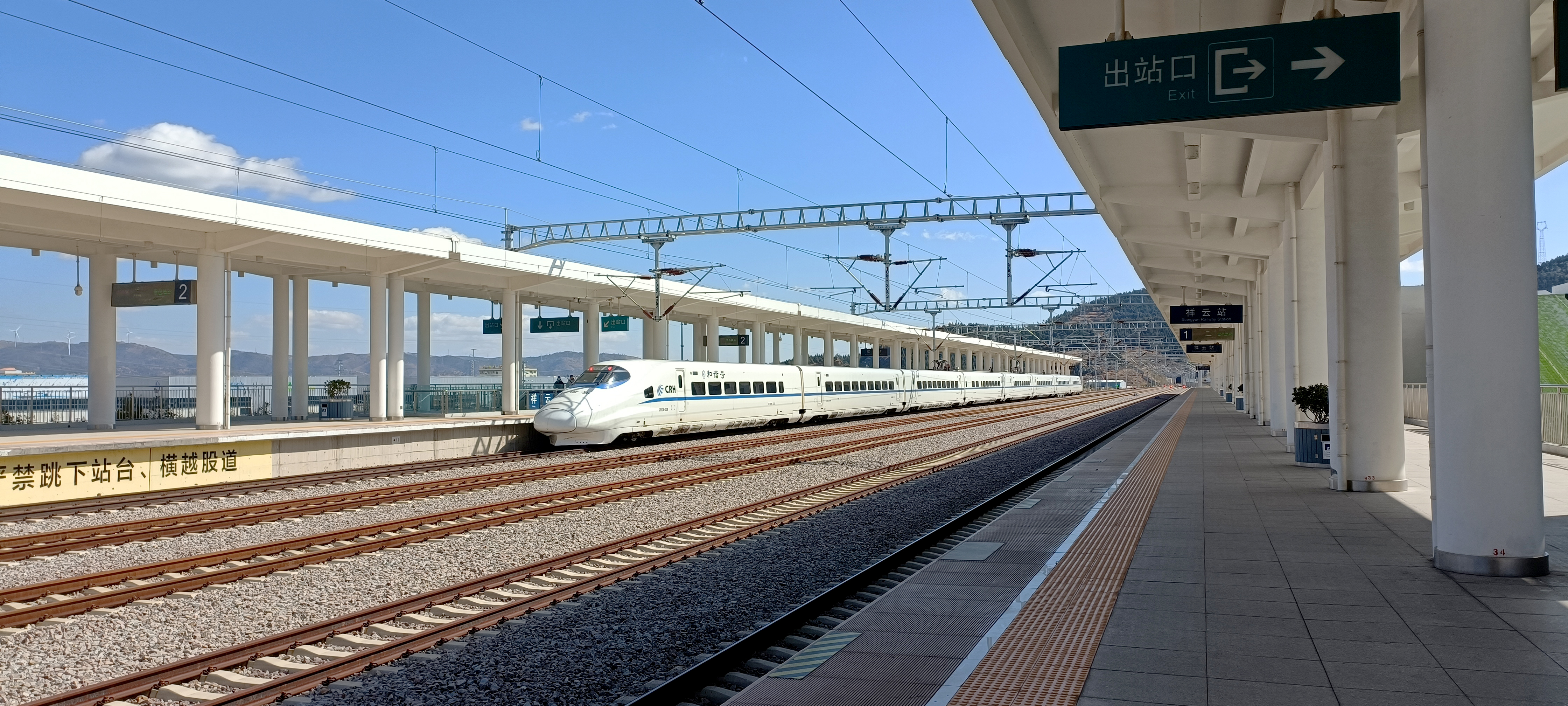
祥云站站台
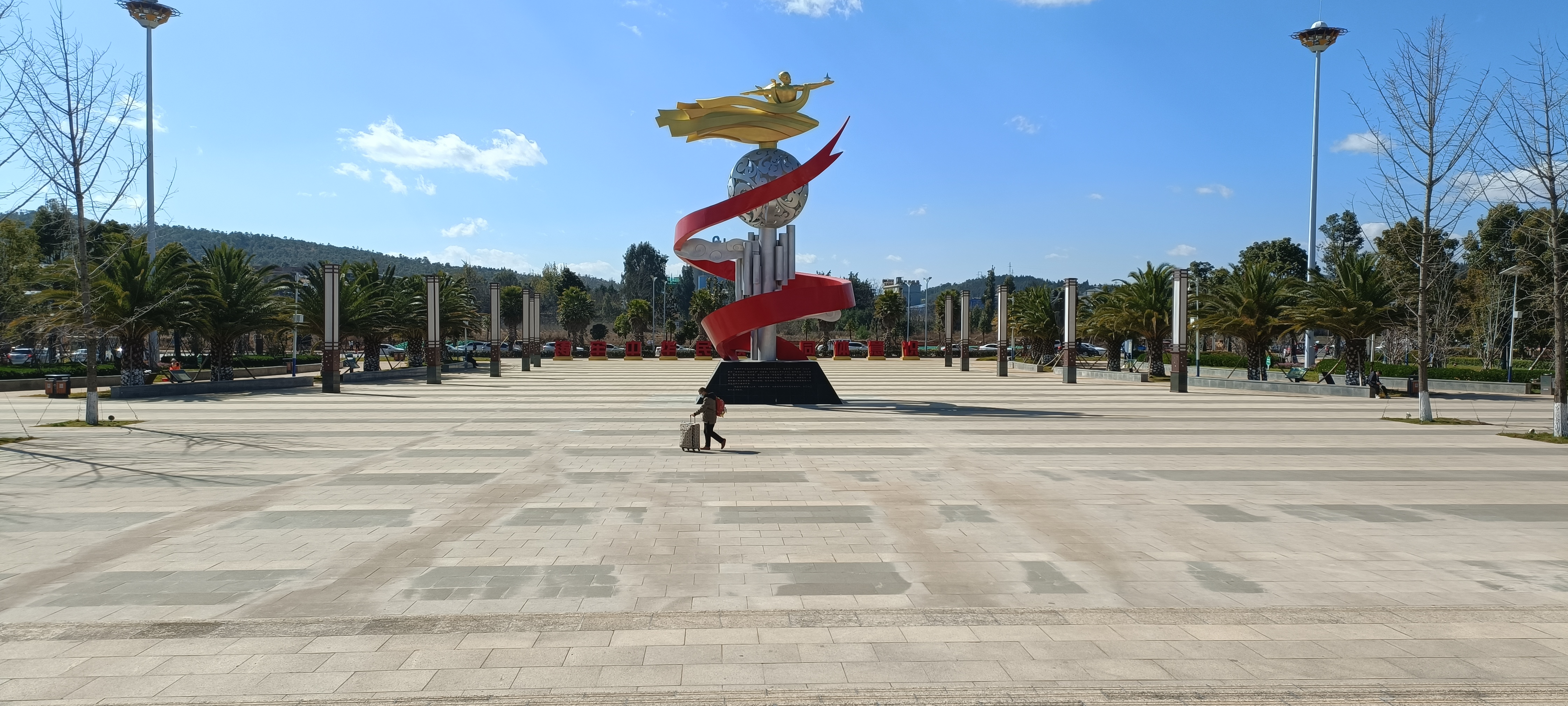
祥云站站前广场
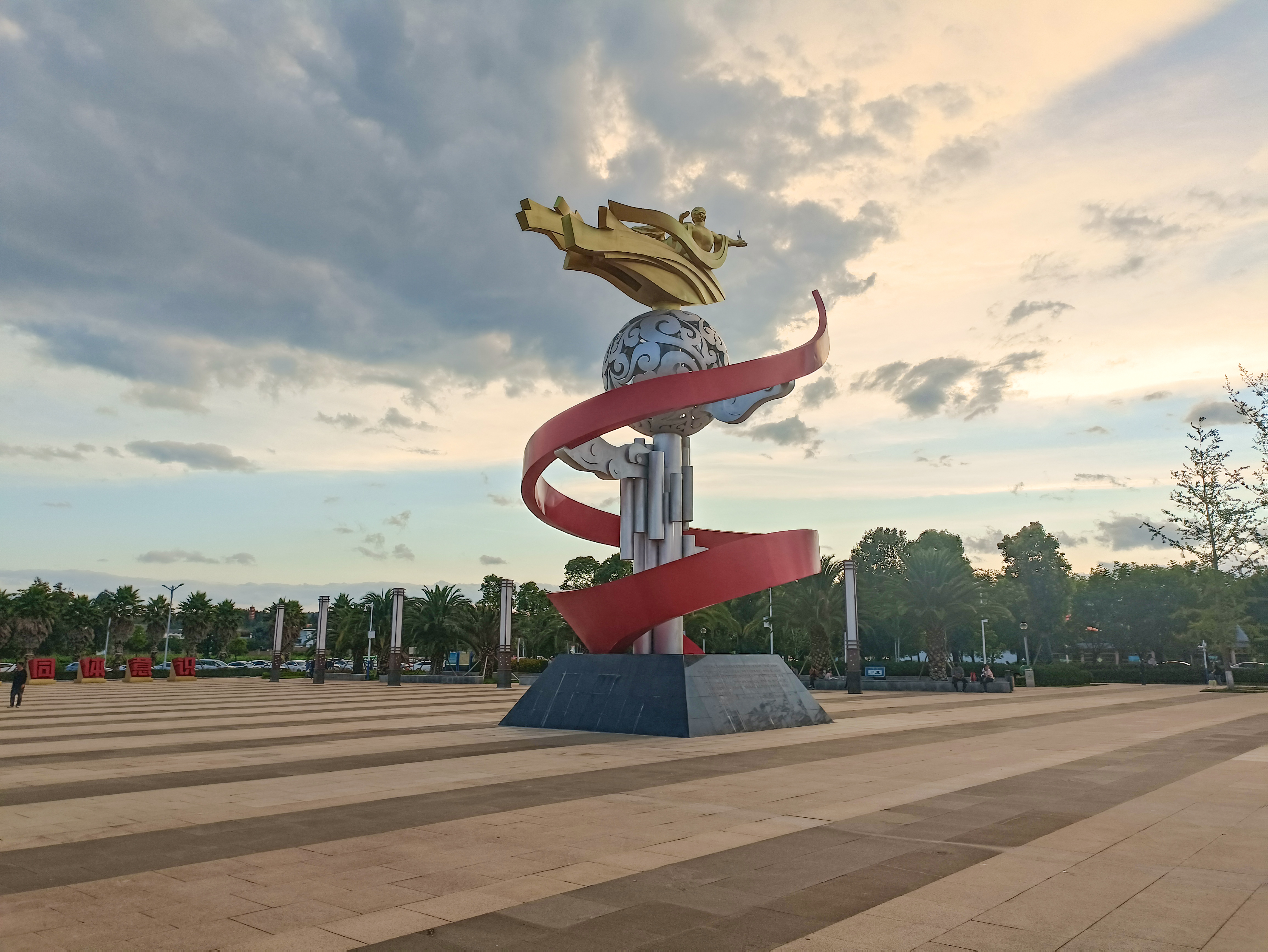
“彩云追梦”雕塑